# Черноморски биосферен резерват
Черноморският биосферен резерват (на украински: Чорноморський біосферний заповідник) е биосферен резерват в Южна Украйна, който се намира в крайбрежната зона на северното украинско Черноморие, заемайки територии от Херсонска област и Николаевска област и акваториите на Тендровския залив и Ягорлицкия залив. Резерватът се намира под управлението на Националната академия на науките на Украйна.
Черноморският биосферен резерват е един от четирите биосферни резервата на територията на Украйна, наред с Биосферен резерват Аскания-Нова, Дунавския биосферен резерват и Карпатския биосферен резерват.

## История на резервата
Резерватът е създаден под името Черноморски резерват на 14 юли 1927 г. с декрет No. 172 на Съвета на народните комисари на Украинската ССР. През 1933 година, резерватът става независима научна институция. През 1973 към Черноморския резерват са присъединени Дунавските заливни тераси, островите Вовчий, Кривий и др. в Ягорлицкия залив, и малка част от Тендровския залив. През следващата година намиращият се в съседство Ягорлицки резерват също е анексиран. През 1981 г. Дунавските заливни тераси са обособени като отделен резерват.
През 1983 е учреден Черноморският биосферен резерват, включващ Черноморския резерват и Ягорлицкия държавен орнитологичен резерват (като негова буферна зона). През декември 1984 г., резерватът е приет в Световната мрежа на биосферните резервати на ЮНЕСКО. Територията му е включена и в списъка от обекти по Рамсарската конвенция.
През 2009 г., с указ на украинския президент територията на резервата е разширена.

## Фауна
Черноморският биосферен резерват се състои от три вида територии: лесостепни, крайбрежни и островни. Многобройните места за гнездене се обитават от чайки, рибарки, бекаси, патици. В заливите презимуват лебеди, чайки, бекаси. Наблюдава се миграция на гъски (особено белочела гъска), дъждосвирци, и други врабчови.